# 怒苏语
怒苏语是怒族使用的语言之一，属于藏缅语族彝语支，主要分布在云南省怒江傈僳族自治州的泸水、福贡等县。约有9000人使用。棉古村方言是标准方言，能被其他方言使用者所理解。
Lama (2012)注意到原始彝语到怒苏语的特征音变*r- > Ø-。

## 分布
有3个方言。方言间通话困难。
- 南部土语或果科-普洛土语：泸水县北部果科村、[2]普洛村、[3]同坪村、[4]架究村[5](3千人)
- 中部土语或知之罗-老姆登土语：福贡县南部匹河怒族乡、[6]知子罗村、[7][8]老姆登村、[9]棉古村、[10]沙瓦村、[11]子楞村[12](4千人)
- 北部土语或瓦娃-空通土语：福贡县瓦娃村、[13][14]空通村、[15][16]有夺洛村[17](2千人)

## 语音
音节结构简单，以开音节为主。声母很多，有先喉塞音、送气擦音和清化鼻音声母。